# IBM Cloud
IBM Cloud is een clouddienst van het Amerikaanse bedrijf IBM die wordt aangeboden als platform as a service (PaaS).

## Beschrijving
IBM Cloud werd opgericht in 2014, toen nog onder de naam IBM Bluemix. In 2017 werd de dienst hernoemd om beter te kunnen concurreren met Microsoft Azure en Amazon Web Services.
De dienst ondersteunt verschillende programmeertalen, zoals Python, Java, PHP, Ruby on Rails en Swift, evenals DevOps voor het bouwen en beheren van applicaties in de cloud. IBM Cloud is gebaseerd op Cloud Foundry, een opensource applicatieplatform.
IBM Cloud biedt orkestratie van container-objecten door middel van Kubernetes. Met dit systeem is het mogelijk om op geautomatiseerde wijze software te distribueren.

### Diensten
IBM biedt binnen IBM Cloud onder meer virtuele machines, containers, kunstmatige intelligentie, gegevensopslag, databases en netwerkbeveiliging aan.